# Devine (Texas)
Devine es una ciudad ubicada en el condado de Medina en el estado estadounidense de Texas. En el Censo de 2010 tenía una población de 4350 habitantes y una densidad poblacional de 520,14 personas por km².

## Geografía
Devine se encuentra ubicada en las coordenadas 29°8′45″N 98°54′18″O / 29.14583, -98.90500. Según la Oficina del Censo de los Estados Unidos, Devine tiene una superficie total de 8.36 km², de la cual 8.34 km² corresponden a tierra firme y (0.31%) 0.03 km² es agua.

## Demografía
Según el censo de 2010, había 4350 personas residiendo en Devine. La densidad de población era de 520,14 hab./km². De los 4350 habitantes, Devine estaba compuesto por el 85.4% blancos, el 0.97% eran afroamericanos, el 0.99% eran amerindios, el 0.18% eran asiáticos, el 0.07% eran isleños del Pacífico, el 10.87% eran de otras razas y el 1.52% pertenecían a dos o más razas. Del total de la población el 60% eran hispanos o latinos de cualquier raza.